# Magnet Cove (Arkansas)
Magnet Cove es un pueblo ubicado en el condado de Hot Spring en el estado estadounidense de Arkansas. En el Censo de 2010 tenía una población de 5 habitantes y una densidad poblacional de 193,05 personas por km².

## Geografía
Magnet Cove se encuentra ubicado en las coordenadas 34°26′18″N 92°50′15″O / 34.43833, -92.83750. Según la Oficina del Censo de los Estados Unidos, Magnet Cove tiene una superficie total de 0.03 km², de la cual 0.03 km² corresponden a tierra firme y (0%) 0 km² es agua.

## Demografía
Según el censo de 2010, había 5 personas residiendo en Magnet Cove. La densidad de población era de 193,05 hab./km². De los 5 habitantes, Magnet Cove estaba compuesto por el 100% blancos, el 0% eran afroamericanos, el 0% eran amerindios, el 0% eran asiáticos, el 0% eran isleños del Pacífico, el 0% eran de otras razas y el 0% pertenecían a dos o más razas. Del total de la población el 0% eran hispanos o latinos de cualquier raza.